# Belle and the Devotions (группа)
Belle and the Devotions (дословно «Белль и преданности») — британская поп-группа, в которой состояли Кит Рольф, Лаура Джеймс и Линда Софильд. Группа выпустила несколько синглов, ставшие популярными в Великобритании.
Группа представляла Великобританию на конкурсе песни Евровидение-1984.

## История

### Первые годы
Группа была создана в 1983 году, чтобы выделить единственную участницу группы — Кит Рольф. Лишь в следующем году к группе присоединились две певицы — Лаура Джеймс и Линда Софильд.
Выпущенные синглы «Where Did Love Go Wrong?» и «Got to Let You Know» в 1983 году, стали очень популярными в Великобритании.

### Евровидение
В 1984 году, группа участвовала в британском отборе на конкурс песни Евровидение-1984. Исполненная ими композиция «Love games» набрала 112 баллов, став победителями отбора. Группе было предоставлено участие на Евровидении.
На конкурсе группа выступила шестой. В конце голосования песня набрала 63 балла, заняв 7 место.

### Дальнейшая карьера
Согласно книге Джона Кеннеди О’Коннора «Евровидение — официальная история», действия английских футбольных фанатов в крошечном штате прошлой осенью вызвали некоторую негативную реакцию против британской делегации. Некоторые из зрителей их освистали.
Во время репетиций выяснилось, что бэк-трио, спрятанное за кадром, исполняло большую часть аккордов, а микрофоны Лауры Джеймс и Линды Софильд даже не были включены. Несмотря на это, песня заняла 11-е место в чарте UK Singles Chart. Группа выпустила ещё один сингл «All the Way Up», выпущенный в июле 1984 года. Песня не попала в чарты, и после неудач на сцене, группа распалась.
Кит Рольф два раза выступила бэк-вокалисткой на Евровидении до и после группы: в 1983 году была бэк-вокалисткой Sweet Dreams в Мюнхене и в 1991 году сделала также для Саманты Янус в Риме, объединившись с Хейзеллом Дино.
После Евровидения Рольф записала сингл с известным лыжником Эдди Эдвардсом под названием «Fly Eddie Fly». Песня не стала хитом в Европе.